# 堪培拉级两棲攻击舰
坎培拉級兩棲突擊艦（英語：Canberra-class landing helicopter dock）是澳大利亞皇家海軍的兩棲突擊艦，根據澳大利亞在東帝汶危機進行的維和行動的經驗，既有的綜合兩棲投射、海運能量對這類任務顯得力有未逮。在2000年的「防衛2000：我們的防衛武力」（Defence 2000: Our Future Defence Force）國防白皮書中提出了購買新型兩棲艦艇來取代現役2艘卡尼貝拉級兩棲突擊艦以及托布魯克級步兵登陸艦的計畫；這是1980年代墨爾本號航空母艦退役後澳大利亞皇家海軍的首艘大型水面作戰艦艇。
坎培拉級是澳洲皇家海軍有史以來最大的船舶，滿載排水量27,500公噸（27,100長噸；30,300短噸）。

## 歷史
2004年，澳大利亞向法國海軍造艦局（Direction des Constructions Navales，DCN，今海軍集團）以及西班牙納凡提亞發出需求徵詢，DCN提出基於西北風級兩棲突擊艦的設計方案，納凡提亞提出“BuquedeProyecciónEstratégica”設計（當時仍無實體僅為設計方案，即日後的胡安·卡洛斯一世號戰略投射艦）；2005年8月，澳大利亞正式宣佈法國與西班牙設計均進入競標決選，2007年6月20日澳大利亞政府正式宣布西班牙設計獲選，隨後展開建造工作，納凡提亞負責建造從龍骨及船體船舶，BAE Systems Australia負責建造上層建築。
坎培拉號雖是首艦，但舷號LHD 01由二號艦阿德萊德號使用以紀念先前使用這個艦名且在2008年除役的阿德萊德級巡防艦首艦，坎陪拉號的舷號則為LHD 02。
坎培拉級母港為雪梨花園島海軍基地。

## 同型艦
| 舷號 | 艦名                 | 安放龍骨      | 下水          | 服役           |
| ---- | -------------------- | ------------- | ------------- | -------------- |
| L02  | 坎培拉號兩棲突擊艦   | 2009年9月23日 | 2011年2月17日 | 2014年11月28日 |
| L01  | 阿德萊德號兩棲突擊艦 | 2011年2月18日 | 2012年7月4日  | 2015年12月4日  |

### 同時代兩棲突擊艦
- 西北風級兩棲突擊艦 法國
- 第里雅斯特級兩棲突擊艦 義大利

## 資料來源
1. ↑  . mdc.   [2019-08-03]. （原始内容存档于2020-01-28） （中文）.
2. ↑  . 國防新聞網. 2017-05-04  [2019-08-05]. （原始内容存档于2020-08-13） （中文）.

## 外部連結
- Defence Materiel Organisation Amphibious Deployment and Sustainment – JP 2048 Phase 4A/B （页面存档备份，存于）